# Ataenius kapalgaensis
Ataenius kapalgaensis är en skalbaggsart som beskrevs av Zdzisława Stebnicka och Henry Fuller Howden 1997. Ataenius kapalgaensis ingår i släktet Ataenius och familjen Aphodiidae. Inga underarter finns listade.